# Револуционарни командни савјет (Либија)
Револуционарни командни савјет је био дванаесточлани војни орган који је владао Либијом од 1969. до 1977. На његовом челу се налазио пуковник Муамер ел Гадафи.
По Уставној прокламацији од 11. децембра 1969. Револуционарни командни савјет је био врховна власт у Либијској Арапској Републици. Постављао је и разрјешавао предсједника и чланове Савјета министара. Савјет министара му је колективно одговорао и спроводио његову утврђену општу политику. Предлагао је законе, а Револуционарни командни савјет их је доносио и проглашавао.
Укинут је 2. марта 1977. након што је донесена Декларација о успостављању народне власти којом је врховна власт прешла у руке Општег народног конгреса. Предсједник Револуционарног командног савјета, пуковник Муамер ел Гадафи, постао је генерални секретар Општег народног конгреса.